# Eriosema glaziovii
Eriosema glaziovii är en ärtväxtart som beskrevs av Hermann August Theodor Harms. Eriosema glaziovii ingår i släktet Eriosema och familjen ärtväxter. Inga underarter finns listade i Catalogue of Life.

## Bildgalleri

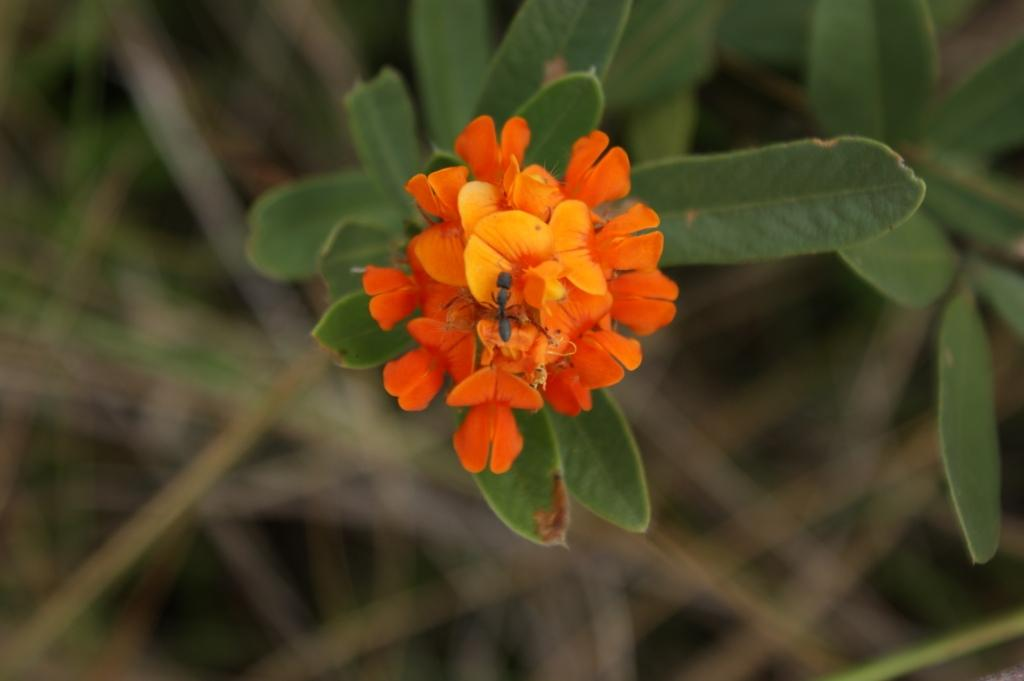